# Johann Nedella
Johann Nedella (6. ledna 1847 Svobodné Heřmanice – 17. května 1900 Klimkovice) byl rakouský soudce a politik německé národnosti ze Slezska, na konci 19. století poslanec Říšské rady; rezignoval a následně odsouzen.

## Biografie
Hlásil se k německé národnosti, ale český tisk ve Slezsku ho označoval za rodem Slovana. Jeho matka pocházela z převážně českého Smolkova a neuměla německy. Profesí byl okresním soudcem. Kromě toho spravoval své statky Klimkovice (Königsberg) a Jistebník (Stiebnig). V prosinci 1874 byl jmenován soudním adjunktem v Klimkovicích. Roku 1878 se poprvé oženil. V květnu 1889 byl jmenován okresním soudcem v Osoblaze.
Angažoval se i politicky. V zemských volbách roku 1890 neúspěšně kandidoval na Moravský zemský sněm za moravské enklávy ve Slezsku. Ve svém působišti byl tehdy prý všeobecně oblíben a vážen.
Byl i poslancem Říšské rady (celostátního parlamentu Předlitavska), kam usedl ve volbách roku 1891 za kurii venkovských obcí na Moravě, obvod Nový Jičín, Hranice atd. Rezignace byla oznámena na schůzi 16. 11. 1892. V parlamentu ho pak nahradil Hugo Fuchs. Ve volebním období 1891–1897 se uvádí jako Johann Nedella, c. k. okresní soudce, bytem Osoblaha (Hotzenplotz). Po volbách roku 1891 je na Říšské radě uváděn coby člen centristického Coroniniho klubu.
V roce 1892 proti němu okresní soud v Klimkovicích zahájil trestní stíhání pro porušení dobrých mravů. Očekávalo se, že složí poslanecký mandát. V roce 1893 pak začal u zemského soudu v Opavě soudní proces proti Nedellovi. Soud mu kladl za vinu, že po několik let udržoval trestné styky s mladými chlapci. Když proti němu začalo trestní stíhání, pobýval delší dobu v Itálii, pak se ale v březnu 1893 dobrovolně vydal opavskému soudu. V procesu bylo celkem 43 obžalovaných. Nedella si vedl podrobný deník o svých aktivitách. Byl odsouzen k osmi měsícům těžkého žaláře.
V roce 1896 napsal Opavský týdenník, že Nedella se po propuštění z vězení pokouší obnovit svou politickou kariéru. V té době působil jako rolník v Klimkovicích a měl se snažit stát se předákem místních rolníků. Nedella ale na redakci týdeníku podal trestní oznámení pro urážku na cti.